# 郡本
郡本（こおりもと）は、千葉県市原市の市原地区にある大字及び町丁。現行行政地名は大字郡本と郡本一丁目から郡本六丁目。郵便番号は290-0013。

## 概要
市原市最北部の市原地区の南部にある地名である。住居表示が施行されている地区とされてない地区がある。

## 地理
北は西野谷及び西五所、東は市原及び門前及び能満、南は藤井及び北国分寺台、西は君塚と接する。

## 世帯数と人口
2022年4月1日現在の世帯数と人口は以下の通りである。
| 町丁字     | 世帯数  | 人口    |
| ---------- | ------- | ------- |
| 郡本       | 8世帯   | 10人    |
| 郡本一丁目 | 252世帯 | 569人   |
| 郡本二丁目 | 214世帯 | 421人   |
| 郡本三丁目 | 164世帯 | 331人   |
| 郡本四丁目 | 142世帯 | 328人   |
| 郡本五丁目 | 69世帯  | 173人   |
| 郡本六丁目 | 4世帯   | 10人    |
| 合計       | 853世帯 | 1,842人 |

## 通学区域
市立小学校・市立中学校及び県立高等学校の通学区域は以下の通りである。
| 町丁字     | 範囲 | 小学校             | 中学校             | 高等学校 |
| ---------- | ---- | ------------------ | ------------------ | -------- |
| 郡本       | 一部 | 市原市立五所小学校 | 市原市立八幡中学校 | 第9学区  |
| 郡本       | 一部 | 市原市立市原小学校 | 市原市立市原中学校 | 第9学区  |
| 郡本一丁目 | 全域 | 市原市立市原小学校 | 市原市立市原中学校 | 第9学区  |
| 郡本二丁目 | 全域 | 市原市立市原小学校 | 市原市立市原中学校 | 第9学区  |
| 郡本三丁目 | 全域 | 市原市立市原小学校 | 市原市立市原中学校 | 第9学区  |
| 郡本四丁目 | 全域 | 市原市立市原小学校 | 市原市立市原中学校 | 第9学区  |
| 郡本五丁目 | 全域 | 市原市立市原小学校 | 市原市立市原中学校 | 第9学区  |
| 郡本六丁目 | 全域 | 市原市立市原小学校 | 市原市立市原中学校 | 第9学区  |